# Muay Thai Boran

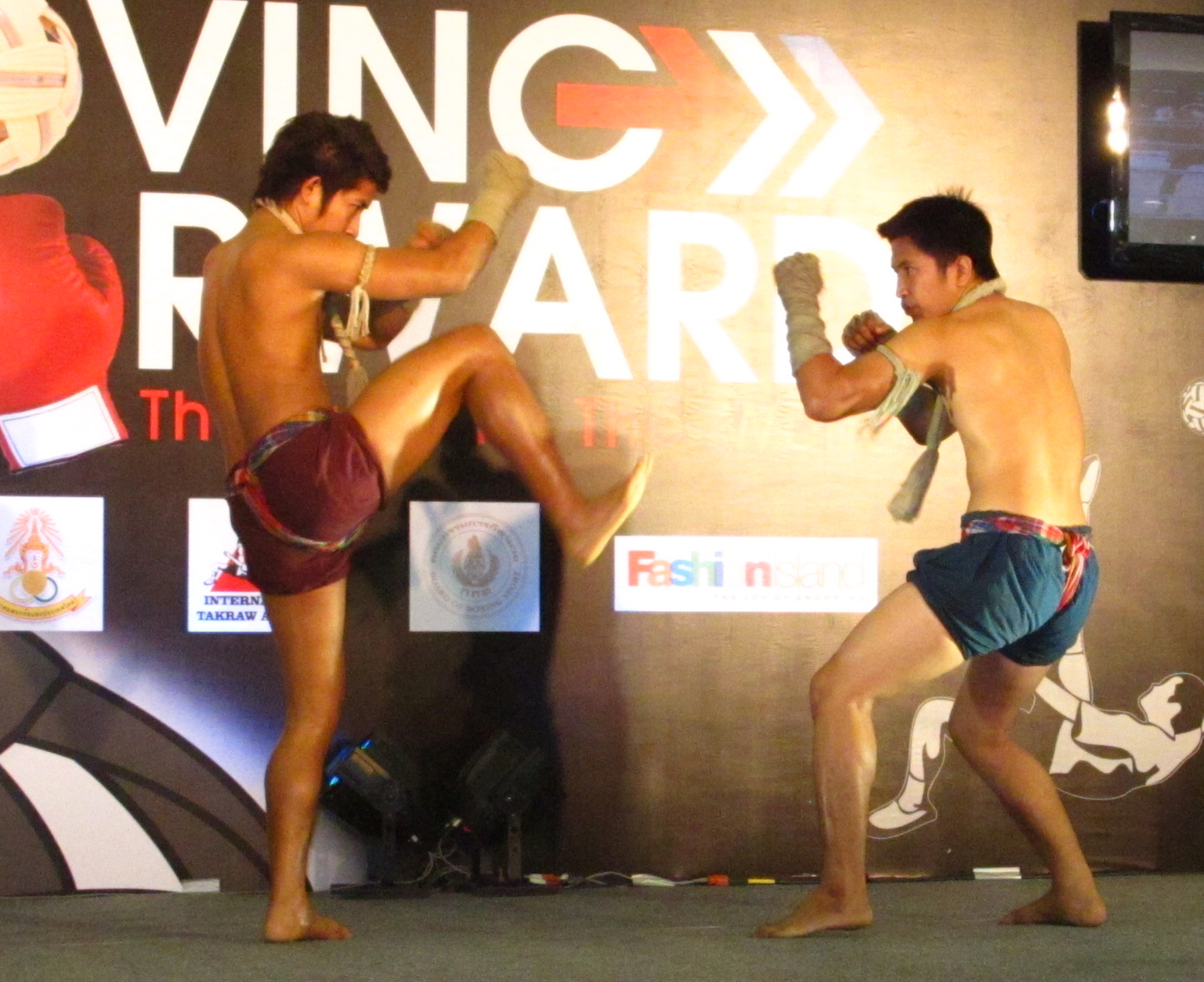
Symbolbild eines klassischen Thaiboxkampfs

Muay Thai Boran (thailändisch มวยไทยโบราณ, manchmal auch als Muay Thai Buran transliteriert) ist der klassische Thaiboxkampf, die traditionelle Form des Muay Thai; dabei bedeutet Boran (โบราณ) „traditionell“, „alt“ (Wortanleihe aus der Pali-Sprache).
Muay Thai Boran ist eine sehr komplexe traditionelle Kampfkunst, welche nicht nur das Kämpfen mit unterschiedlichen Waffen, sondern auch Bewegungen enthält, die weit über die waffenlosen Techniken des heutigen Muay Thai hinausgehen.
Krabi Krabong (Kurz- und Langwaffe) bezeichnet das Kämpfen mit unterschiedlichen Waffen, wie zum Beispiel Krabi (Säbel), Daab (Schwert), Plong oder Sri Sock (Stock), Ngauw (Stock mit einem kurzen Schwertaufsatz), Dung, Kaen, Mai Sun und Loh (Schild).
Ein weiteres Merkmal dieses klassischen Thaiboxkampfes ist der rituelle Tanz (Wai Khru Ram Muay, Thai: ไหว้ครูรำมวย), den die Kämpfer zu Beginn eines Kampfes aufführen, um ihren Lehrern Respekt zu zollen, sowie die klassische thailändische Musik, die den gesamten Kampf begleitet.
Anschaulich dargestellt wird diese Kampfkunst in den Filmen Ong-Bak, Ong-bak 2, Ong-Bak 3, Revenge of the Warrior und Return of the Warrior, alle mit Tony Jaa.